# سلزنیوو (سرزمین آلتای)
سلزنیوو (به لاتین: Seleznyovo) یک منطقهٔ مسکونی در روسیه است که در سرزمین آلتای واقع شده‌است.